# Релиш

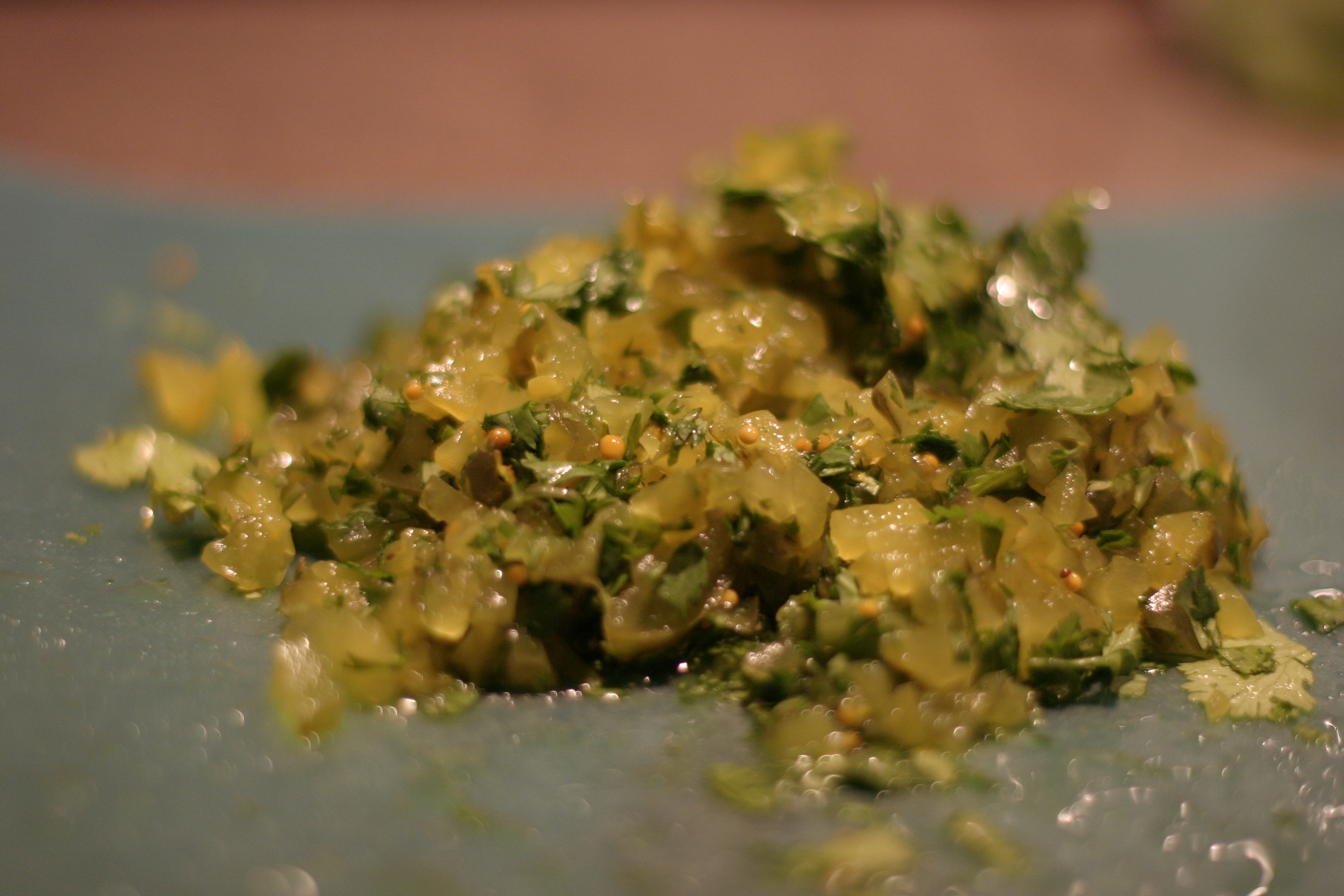
Американский огуречный релиш

Ре́лиш (англ. relish) — группа соусов, впервые появившихся в Индии эпохи британского колониального господства, как адаптация к британским вкусам индийских соусов (в первую очередь, разнообразных чатни). Сам термин «релиш» был придуман британскими поварами с целью придать новым соусам репутацию изысканных, и происходит от старофранцузского слова «relaissier» — «вкус». 
В дальнейшем, в США и Канаде под термином «релиш» стали понимать, в основном, соусы, ингредиенты которых довольно крупно нарезаны (то есть, соус не имеет привычной жидкой однородной консистенции). Наиболее популярным в США и Канаде является релиш из маринованных огурцов, который часто подаётся в сетях фаст-фуда. Свои виды релишей существуют и в Великобритании.

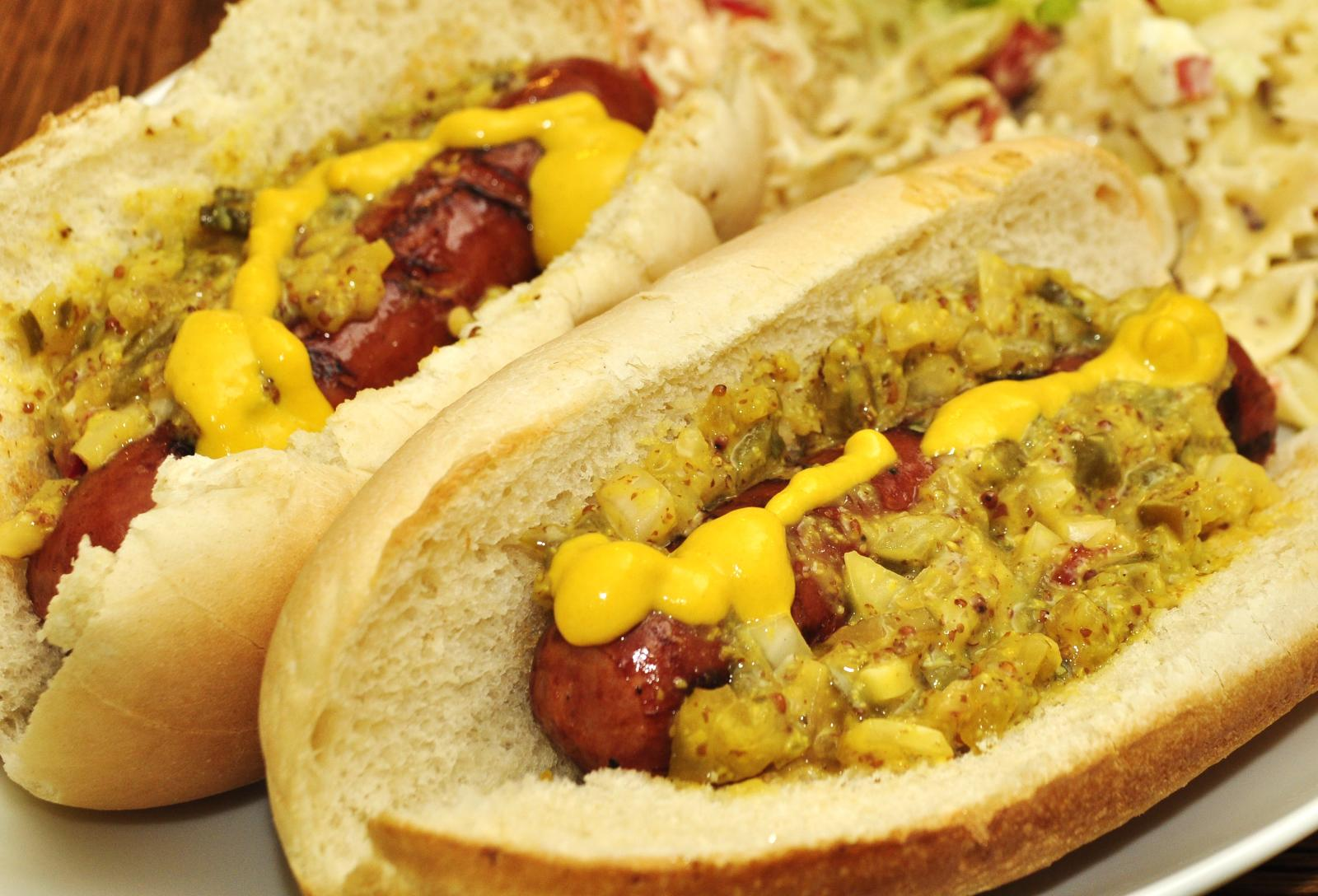
Огуречный релиш и горчица в составе хот-догов

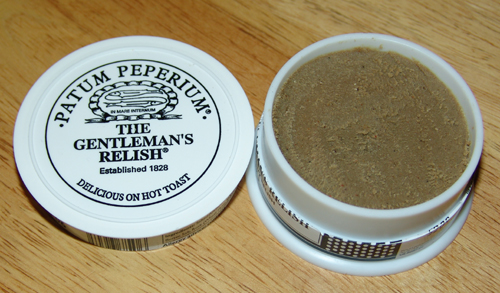
Британский «джентльменский релиш» (англ.).

## В США
В США самые продаваемые релиши сделаны из маринованных огурцов. Релиши в США нередко используются, как соусы для бургеров и хот-догов. Из США и Канады эта мода постепенно распространилась на другие страны. В хот-догах огуречный релиш часто сочетается с горчицей, при этом некоторые (но далеко не все) фабрично произведённые варианты огуречного релиша уже содержат горчицу в своём составе.
Среди известных и крупных производителей готовых релишей в США можно назвать компании Heinz, Vlasic и Claussen.

## В Великобритании
Среди британских релишей известностью пользуется «джентльменский релиш» (англ.), изобретённый в 1828 Джоном Осборном, и состоящий в основном из перемолотых солёных анчоусов с секретной смесью специй. «Джентльменский релиш» обычно едят, намазав на хлеб с маслом. Таким образом, он является примерным аналогом селёдочного масла, широко распространённого в России.

## Другие значения
Также необходимо иметь в виду, что в англоязычных странах релишами могут называть любые иностранные (с точки зрения американцев и англичан) густые соусы неоднородной консистенции, включая уже упоминавшиеся выше индийские чатни, балканские лютеницу и айвар, даже кавказскую аджику, и так далее.